# 인도멧토끼

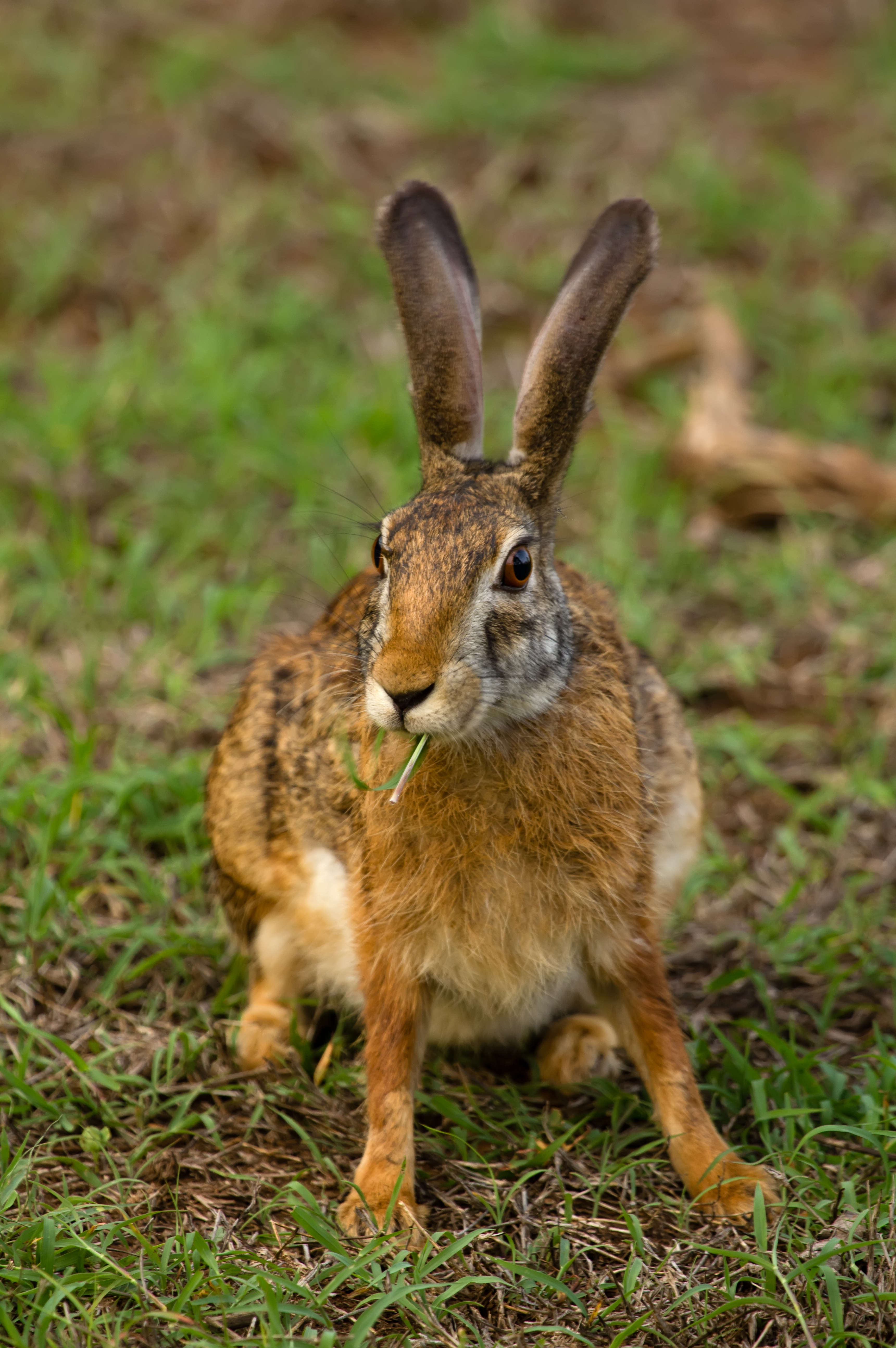
반디푸르국립공원의 인도멧토끼

인도멧토끼(Lepus nigricollis)는 토끼과에 속하는 포유류의 일종이다. 인도 아대륙과 자와섬에서 흔히 발견되는 멧토끼의 하나이다.